# Kwali
Kwali est une ville et une zone de gouvernement local du Territoire de la Capitale Fédérale au Nigeria,.

## Source
- (en) Cet article est partiellement ou en totalité issu de l’article de Wikipédia en anglais intitulé « Kwali Area Council » (voir la liste des auteurs).